# Spalax nehringi
Nannospalax xanthodon (Nordmann, 1840) (syn. Spalax nehringi) — вид гризунів з родини сліпакових (Spalacidae).

## Систематика
Вид описано відомим дослідником фауни Кавказу й Закавказзя Костянтином Сатуніним 1898 року і названо на честь Альфреда Нерінга (1845-1904), відомого німецького зоолога та палеонтолога, завідувача (з 1881 р.) катедри у вищій агрономічній школі в Берліні.

## Проживання
Країни проживання: Вірменія, Грузія, Туреччина. Висота проживання: від рівня моря до 3000 м.

## Стиль життя
Строго підземними вид, який мешкає у відкритих, сухих степах.

## Загрози та охорона
Немає серйозних загроз для цього виду, хоча і значне сільське господарство, викликає занепокоєння. Знаходиться в охоронних районах.